# Campionati europei di ginnastica artistica 2011 - Parallele asimmetriche
La finale delle parallele asimmetriche si è svolta il 9 aprile 2011, con inizio alle ore 15:30.

## Risultati
| Pos.    | Ginnasta           | Nazione     | Punteggio di partenza | Punteggio della giuria | Penalità | Totale |
| ------- | ------------------ | ----------- | --------------------- | ---------------------- | -------- | ------ |
| Oro     | Elizabeth Tweddle  | Regno Unito | 6,700                 | 8,400                  | -        | 15,100 |
| Argento | Tat'jana Nabieva   | Russia      | 6,300                 | 8,775                  | -        | 15,075 |
| Bronzo  | Kim Bui            | Germania    | 6,200                 | 8,475                  | -        | 14,675 |
| 4       | Anna Dement'eva    | Russia      | 5,800                 | 8,675                  | -        | 14,475 |
| 5       | Elisabeth Seitz    | Germania    | 6,400                 | 7,775                  | -        | 14,175 |
| 6       | Aagje Vanwalleghem | Belgio      | 6,000                 | 8,075                  | -        | 14,075 |
| 7       | Céline van Gerner  | Paesi Bassi | 5,800                 | 8,175                  | -        | 13,975 |
| 8       | Vanessa Ferrari    | Italia      | 5,800                 | 7,050                  | -        | 12,850 |